# Завальницький Роман Олександрович
Рома́н Олекса́ндрович Завальни́цький — солдат Збройних сил України.

## Життєпис
Сім років прожив у Росії, згодом повернувся до України. Закінчив ЗОШ, Вінницьке ПТУ № 4, електромеханік з ремонту та обслуговування електрообчислювальних машин.
2002 року одружився з Людмилою. Служив в ЗСУ у Великих Мостах, згодом — служба в Мукачевому. По закінченні військової служби працював на заводі, згодом — електриком.
У часі війни — мобілізований. З серпня 2014 — в Попасній. При обстрілі зазнав важкого поранення осколками в голову. В Харківському шпиталі переніс дві операції, лікувався в нейрореанімації.
Родина виховує доньку Маргариту (2003 р.н.) та Альбіну (2007 р.н.).

## Нагороди
За особисту мужність і героїзм, виявлені у захисті державного суверенітету та територіальної цілісності України, вірність військовій присязі під час російсько-української війни
- нагороджений орденом «За мужність» III ступеня (25.3.2015).